# Championnat du Congo de football 2024-2025
Navigation
Saison précédente Saison suivante
La saison 2024-2025 du Championnat du Congo de football devait être la 60e édition de la première division congolaise, la Ligue 1, mais en raisons de plusieurs problèmes au niveau de la fédération congolaise de football (Fecofoot) la saison sera annulée. Néanmoins le ministère des Sports organise un tournoi non reconnu par la fédération, la CAF et la FIFA.

## Déroulement de la saison
L'Athlétic Club Léopards de Dolisie est le tenant du titre au terme de la saison 2023-2024, qui se termine chaotiquement avec l'arrêt de la Coupe du Congo au niveau des quarts de finale, le ministère des Sports soupçonnant des irrégularités lors de la compétition. Des soupçons de corruption avaient également été signalés en fin de saison 2023-2024.
Egalement en fin de saison, le match entre l'AS Otohô et l'Inter Club Brazzaville qui doit désigner le club qualifié en Coupe de la confédération 2024-2025 sera interrompu à la suite de troubles dans le stade, la deuxième mi-temps sera rejouée quelques jours plus tard.
À la suite de tous ces problèmes, en septembre 2024 avant le début de la nouvelle saison, le président de la fédération est révoqué par le ministre des Sports. Malgré l'intervention de la FIFA, les problèmes au sein de la fédération persistent, l'organisation mondiale du football suspendra ensuite la fédération pour ingérence politique.
Le ministère des Sports organise un championnat sous forme de deux poules mélangeant clubs de Ligue 1 et Ligue 2, ce tournoi débute le 17 janvier 2025, celui-ci n'est ni reconnu par la fédération, la CAF et la FIFA,. Fin mars 2025, ce championnat est arrêté après dix journées, en mai 2025 la saison 2024-2025 est déclarée annulée. 
Avec le retour du président de la fédération, la FIFA lève les sanctions en mai 2025 ce qui permet au Congo d'envoyer deux clubs aux compétitions continentales, se seront les mêmes que la saison précédente. Le champion 2023-2024, l'AC Léopards disputera la Ligue des champions de la CAF 2025-2026 et le vice-champion, l'AS Otohô la Coupe de la confédération 2025-2026.
Le 3 juillet 2025, la fédération annonce l'annulation de la Coupe du Congo 2025.
Le 10 juillet 2025, la fédération fait savoir que la participation des deux clubs congolais en compétitions africaines est compromise, le ministère des Sports ne mettant pas à disposition l'unique stade du pays conforme aux exigences de la CAF.

## Bilan de la saison
| Championnat du Congo de football 2024-2025 |             |
| Champion                                   | aucun       |
| Coupes et trophées                         |             |
| Vainqueur de la Coupe du Congo 2024-2025   | annulée     |
| Qualifications continentales               |             |
| Ligue des champions de la CAF 2025-2026    | AC Léopards |
| Coupe de la confédération 2025-2026        | AS Otohô    |
| Promotions et relégations                  |             |
| Promus en Ligue 1                          |             |
| Relégués en Ligue 2                        |             |